# Dea Fog
Dea Fog (født 10. august 1957 i Hjortekær) er en dansk skuespillerinde, der blev uddannet fra Odense Teater i 1982 og har optrådt på flere forskellige teatre, som f.eks. Café Teatret og Teatret ved Sorte Hest. Hun har desuden flere instruktør-opgaver bag sig. I tv har hun bl.a. medvirket i serien Bryggeren og har haft en rolle i filmen Det store flip fra 1997. Hun var gift med skuespillerkollegaen Jens Jørn Spottag mellem 1985 og 2005.